# Rezolucija Vijeća sigurnosti UN-a 1252
Rezolucijom Vijeća sigurnosti UN-a 1252, jednoglasno usvojenom 15. srpnja 1999., nakon podsjećanja na prethodne rezolucije o Hrvatskoj uključujući rezolucije 779 (1992.), 981 (1995.), 1147 (1998.), 1183 (1998.) i 1222 (1999.), Vijeće je ovlastilo Promatračku misiju Ujedinjenih naroda na Prevlaci (UNMOP) da nastavi praćenje demilitarizacije na području poluotoka Prevlake u Hrvatskoj do 15. siječnja 2000.
Vijeće sigurnosti pozdravilo je nedavno ukidanje ograničenja slobode kretanja UNMOP-a i poboljšanu suradnju iz Hrvatske, ali je istodobno primijetilo dugotrajna kršenja režima demilitarizacije i prisutnost jugoslavenskih i povremeno hrvatskih snaga. To je također ponovno otvaranje graničnog prijelaza između Hrvatske i Crne Gore kao značajna mjera za izgradnju povjerenja koja je dovela do uspostavljanja civilnog prometa u oba smjera.
I Hrvatska i Savezna Republika Jugoslavija (Srbija i Crna Gora) pozvane su da u potpunosti provedu sporazum o normalizaciji međusobnih odnosa, prestanu s kršenjem režima demilitarizacije, smanje napetosti i osiguraju slobodu kretanja promatračima Ujedinjenih naroda. Od glavnog tajnika Kofija Annana zatraženo je da do 15. listopada 1999. izvijesti o preporukama za mjere izgradnje povjerenja između dviju strana. Konačno, Stabilizacijske snage, ovlaštene Rezolucijom 1088 (1996.) i proširene Rezolucijom 1247 (1999.), morale su surađivati s UNMOP-om.

## Vanjske poveznice
| Wikizvor | Engleski Wikizvor ima izvorni tekst na temu: United Nations Security Council Resolution 1252 |

- Text of the Resolution at undocs.org